# Downgrade attack
Атака зниження рівня (англ. downgrade attack) - це форма нападу на комп'ютерну систему або протокол зв'язку, яка змушує відмовитися від високоякісного режиму роботи (наприклад, зашифрованого з'єднання) на користь більш старого, більш низькоякісного режиму роботи (наприклад, прозорого тексту), який як правило, передбачається для зворотної сумісності зі старими системами. Приклад такого недоліку був знайдений в OpenSSL, який дозволяв зловмиснику реалізувати використання нижчої версії TLS між клієнтом і сервером. Це один з найбільш поширених типів атак зниження рівня. Іншим прикладом є перехоплення вебтрафіку та перенаправлення користувача з безпечної версії HTTPS вебсайту до незашифрованої версії HTTP.
Атаки зниження рівня часто виконуються як частина атаки "людина посередині" і можуть бути використані як спосіб включення криптографічної атаки, яка може бути неможливо інакше. Атаки зниження рівня є постійною проблемою з протоколами SSL / TLS; прикладом таких нападів включають атаку POODLE.
Видалення зворотної сумісності зазвичай є єдиним способом запобігти атакам зниження рівня.